# 燕子岩摩崖石刻
燕子岩摩崖石刻位於四川省武勝縣真靜鄉，文物遺址年代判定為南宋。2002年12月27日公佈為四川省第六批省級文物保護單位。